# Świerkoszówka
Świerkoszówka – część wsi Lachowice w Polsce położona w województwie małopolskim, w powiecie suskim, w gminie Stryszawa.
W latach 1975–1998 Świerkoszówka położona była w województwie bielskim.